# Die wunderschöne Galathee
Die wunderschöne Galathee ist eine deutsche Filmkomödie von Rolf Meyer mit Hannelore Schroth, Viktor de Kowa und Willy Fritsch in den Hauptrollen.

## Handlung
Die Geschichte variiert die einaktige Operette Die schöne Galathée von Franz von Suppè. Im kaiserlichen Deutschland der Jahrhundertwende bearbeiten in einer Kleinstadt zwei Männer, der Skulpteur Viktor Kolin und der Kapellmeister Marcel Thomas, das Galathee-Thema, jeder auf seine Weise. Während der eine versucht, sich der Galathee auf musikalische Weise zu nähern, plant der andere, die Nymphe in Stein zu meißeln. Viktor hat auch schon eine junge Frau auserkoren, die ihm für die Statue Modell sitzen soll: Es handelt sich um die junge Leni, ein einfaches Mädchen aus dem Volke, das als Aushilfe auf dem Gemüsemarkt arbeitet.
Leni fühlt sich sehr geschmeichelt und verliebt sich prompt in Viktor. Dadurch wird sie zur Konkurrentin der Sängerin Victoria Mertens, der Freundin des Bildhauers. Der Noten-Mann wiederum zeigt gleichfalls Interesse an Victoria, was dem erotischen Reigen zusätzliche Pikanterie verschafft. Als Viktor seine Galathee endlich ausgeformt hat, verliert er schlagartig das Interesse an Leni, die erhofft hatte, dass der Skulpteur ihre Gefühle erwidert. Voller Zorn geht sie in sein Atelier und zerschmettert das Kunstwerk. Es kommt zu einem Gerichtsprozess, bei dem Viktor erst jetzt Lenis wahre Gefühle erkennt. Mit dieser Einsicht hat er auch keine Probleme mehr damit, dass Victoria sich mit Kapellmeister Thomas zu verloben gedenkt.

## Produktionsnotizen
Die Dreharbeiten fanden ab Mitte Dezember 1949 in den Junge Film-Union-Studios in Bendestorf sowie in Berlin-Tempelhof statt. Die Premiere war am 13. April 1950.
Helmuth Volmer übernahm die Produktionsleitung. Franz Schroedter entwarf die Filmbauten, Herbert Ploberger die Kostüme. Willy Dehmel schrieb die Texte zu Franz Grothes Komposition.
Diese Produktion war ein so genannter Austauschfilm Westdeutsch-Ostdeutschland und lief daher auch (am 11. September 1950) in Ostberlin und der DDR an. Erst im Oktober 1953 zog die DDR ihn aus ihren Kinos zurück.

## Kritiken
Im Lexikon des Internationalen Films heißt es: „Unbedarfte musikalische Komödie mit allerlei amourösem Durcheinander in Biedermeierkostümen.“